# Verde ufficio
Il verde ufficio è una tonalità del colore verde. È il colore designato ad essere il "verde" in HTML.